# Telenomus pallidipes
Telenomus pallidipes är en stekelart som först beskrevs av Thomson 1861.  Telenomus pallidipes ingår i släktet Telenomus, och familjen gallmyggesteklar. Arten är reproducerande i Sverige.